# Рубин, Моника
Моника Рубин (дат. Monika Rubin; род. 20 декабря 1987, Видовре, Копенгаген) — датский врач и политический деятель. Член партии «Умеренные». Депутат фолькетинга с 2022 года.

## Биография
Родилась 20 декабря 1987 года в Видовре. Является дочерью иммигрантов. Мать из Польши, отец — из Ирана. Отчим — датчанин, учитель религии, общественных наук, истории и датского языка.
В 2015 году окончила Копенгагенский университет, получила степень магистра медицины. С 2017 года учится в Копенгагенской медицинской академии (CAMES) при Копенгагенском университете. С 2019 года учится в аспирантуре и докторантуре в госпитале Херлев, где занималась неотложной терапией пациентов. В настоящее время пишет докторскую диссертацию о присутствии родственников при оказании неотложной помощи и реанимации их близких.
В 2015—2018 гг. — врач Столичного региона, работала с остробольными пациентами в отделении неотложной помощи и в операционной. Иногда дежурила в больнице, участвовала в качестве сопровождающего врача в транспортировке пациентов самолётами компанией Falck. Также в Копенгагенской медицинской академии (CAMES) обучала врачей тому, как обращаться с остробольными пациентами.
Член правления SundFornuft, аналитического центра по политике в области здравоохранения с момента его основания в марте 2020 года. Покинула правление в 2022 году, после начала избирательной кампании.
По результатам парламентских выборов 2022 года избрана депутатом в округе пригородов Копенгагена. Набрала 3376 голосов. С её избранием впервые с 2011 года в фолькетинг избран врач, до 2011 года в фолькетинге были врачи Плебен Рудиенгор и Камаль Куреши. Всего на выборах баллотировалось семь врачей. Является членом Эпидемического комитета, в 2023 году стала его председательницей.
В четвертом квартале 2022 года в Дании было в общей сложности 904 012 иммигрантов и их потомков. Это больше, чем каждый седьмой [кто?]. У депутатов фолькетинга Виктории Веласкес (Красно-зелёная коалиция) и Кристины Олумеко (Альтернатива) один из родителей — иммигрант, а второй — гражданин Дании. Только у депутатов Самиры Навы (Радикальная Венстре) и Моники Рубин оба родителя — иммигранты.

## Личная жизнь
Живёт в Копенгагене. Замужем, имеет двоих детей.